# Torre de Biel
La torre de Biel se alza sobre un altozano rocoso de la localidad zaragozana de Biel controlando el río Arba de Biel.

## Historia
Existen referencias documentadas de este castillo desde la época de Sancho III el Mayor de Navarra, pero su primer tenente conocido fue Blasco Orioli , entre los años 1042 y 1051. Siendo rey de Aragón Sancho Ramírez lo entregó en dote a su esposa Felicia de Roucy, con la que casó en 1071. A partir de esa fecha, el castillo aparece citado como Palacio del Rey, del que serán tenentes sucesivamente sus hijos Fernando y Alfonso. Fue Alfonso I quién en el siglo XI lo donó a Castán de Biel. A partir del siglo XIII el castillo fue perdiendo importancia, pasando en el siglo XV pasó a ser un lugar de señorío.

## Descripción
Se trata de una imponente torre de planta rectangular de unos diez por veinte metros, solo rota en la cara oeste para adaptarse al terreno. En este lateral hay un pasaje que conducía a la puerta principal, situada en alto, como corresponde a las torres defensivas, abierta en arco de medio punto. Está construida en sillería y alcanza una altura de casi treinta metros con numerosos vanos rectangulares, estrechos y de gran derrame, algo mayores de lo que es habitual en las aspilleras. En la cara occidental hay cinco ventanas más anchas y que pudieran corresponder a una reforma realizada en el siglo XVI. El interior de la torre estaba dividido en cuatro grandes salas superpuestas. Situándose la planta noble en lo más alto de la torre. Las plantas estaban divididas por suelos de madera sujetos por arcos perpiaños. Alrededor de la torre existe un recinto ovalado que en los ejes mide veintitrés y treinta y cinco metros respectivamente.<ref>http://www.romanicoaragones.com/fortificaciones/14-Bi

## Galería de imágenes

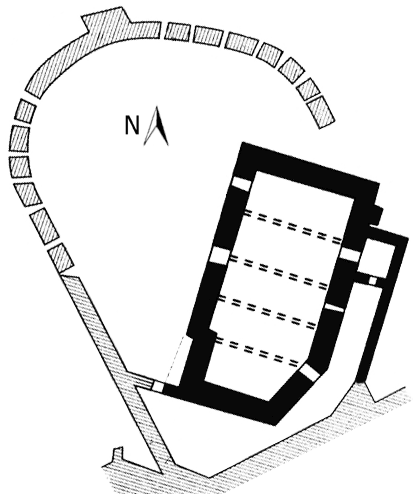
Planta de la torre y su muralla
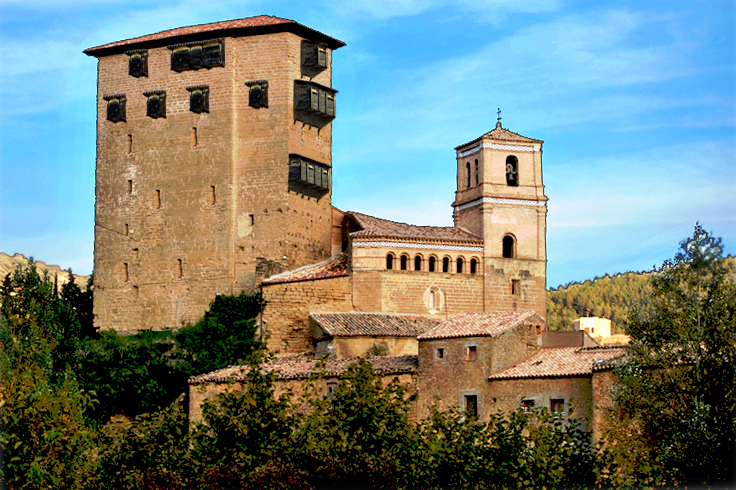
Reconstrucción hipotética de la torre con sus cadalsos
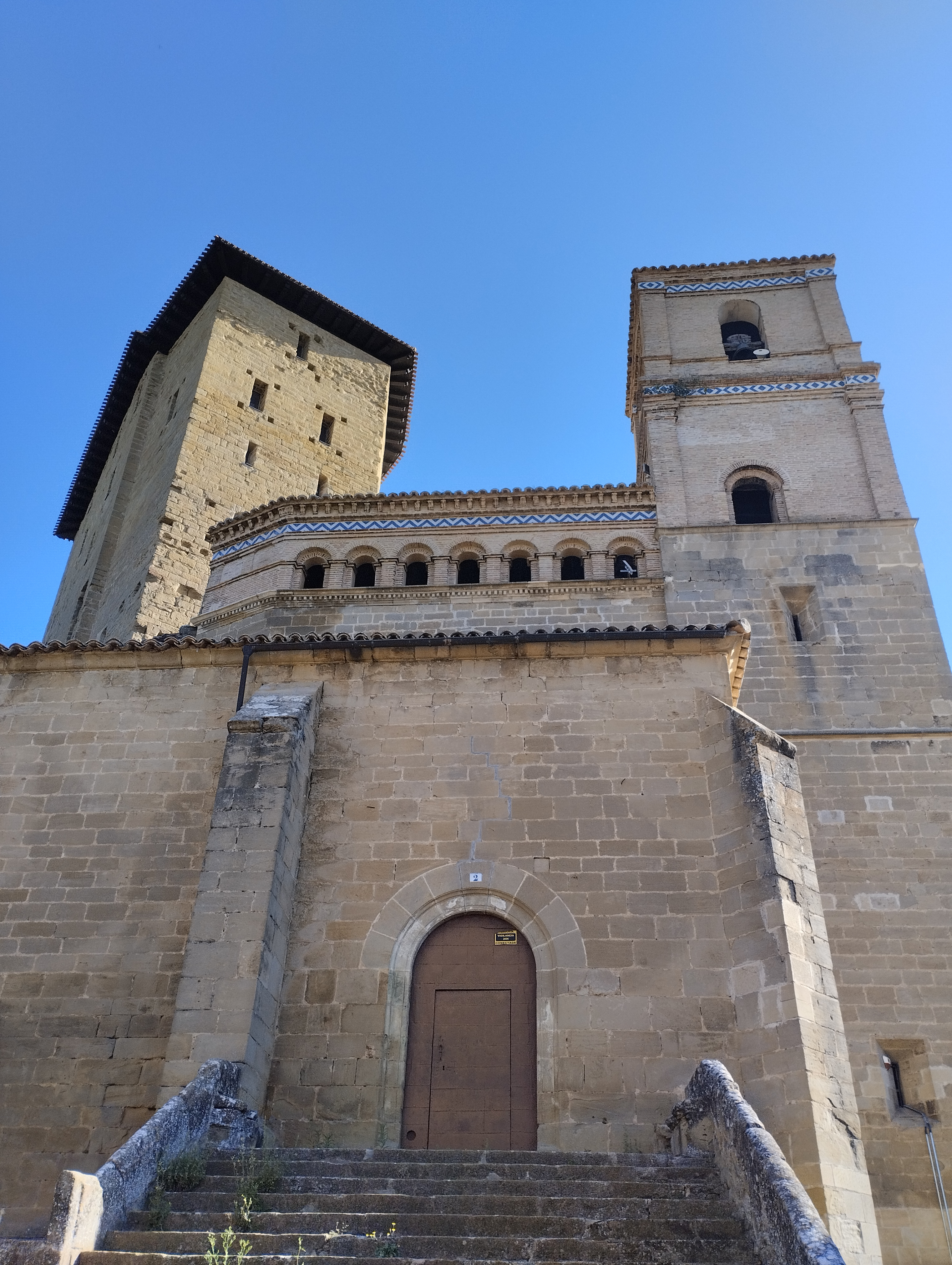
Vista de la torre adosada a la iglesia parroquial